# Billlie
Billlie (em coreano: hangul: 빌리; romaniz.: Romanização revisada: Billi; estilizado como Bi11lie ou Billlǃə) é um girl group sul-coreano formado pela Mystic Story. Estreou em 10 de novembro de 2021, com o extended play (EP) The Billage of Perception: Chapter One. O grupo originalmente consistia em seis integrantes: Moon Sua, Suhyeon, Haram, Tsuki, Siyoon e Haruna. Logo depois, uma sétima membro, Sheon, se juntou ao grupo.

## Nome
O nome Billlie é escrito com três Ls devido ao fato de que o nome pode ser dividido em 'Bi' (palavra coreana para chuva), '11 ', e 'mentira' — Bi11lie. O número '11' veio da lenda do grupo; "Quando o sino do 11 toca no meio de uma chuva roxa, algo estranho acontece", onde os integrantes mentem sobre o ocorrido para manter o evento em segredo. O nome também reflete seus "lados B, o eu interior que todos têm dentro de si", que eles expressam na esperança de criar empatia com o público.

## História

### Pré-debut
As membros do Billlie eram conhecidas como Mystic Rookies - um programa de desenvolvimento de novatos sob o selo da Mystic Story. Em 14 de setembro de 2021, a Mystic anunciou planos para estrear as novatas do projeto em novembro de 2021. Em 11 de outubro, foi revelado que o grupo se chamaria 'Billlie'.
Antes do debut, Moon Sua foi trainee da YG Entertainment por 10 anos. Ela participou do programa de competição musical Unpretty Rapstar 2 terminando como a terceira vice-campeã. Suhyeon participou do programa de sobrevivência Mnet Produce 101 ficando em 69º e eliminada no quinto episódio. Ela também participou do programa de sobrevivência da JTBC: Mix Nine e estrelou o web drama A-Teen em 2018, e sua sequência de 2019 A-Teen 2. Haram e Tsuki são ex-trainees da SM Entertainment. Além disso, Tsuki trabalhou como modelo para a revista Popteen e lançou o single "Magic" com o grupo de modelos MAGICOUR em 2020. Sheon participou do programa de sobrevivência da Mnet Girls Planet 999, e foi eliminada no episódio final ficando em décimo. Siyoon participou do show de talentos K-pop Star 5 e também trabalhou como modelo para a revista Popteen.

### 2021–presente: Estreia, 1ª vitória em programa musical e debut japonês
Em 28 de outubro, foi anunciado que seu EP de estreia The Billage of Perception: Chapter One seria lançado em 10 de novembro. Uma fan song intitulada "Flowerld", que também foi incluída no EP, foi também lançado no mesmo dia.
Em 10 de novembro, seu EP de estreia The Billage of Perception: Chapter One foi lançado com o single principal "Ring X Ring" e cinco faixas do lado B.[carece de fontes?]
Em 19 de novembro, foi anunciado que Kim Su-yeon, que havia participado do Girls Planet 999, se juntaria ao grupo sob o nome artístico de Sheon (션) como sétimo membro, e se juntaria oficialmente. o grupo para seu próximo álbum. Em 27 de novembro, Sheon fez uma aparição surpresa apresentando a faixa-título "Ring X Ring" junto com os outros membros no programa de música sul-coreano Show! Music Core, marcando sua primeira aparição com o grupo.
Em 14 de dezembro, o grupo lançou seu primeiro álbum de single digital, The Collective Soul and Unconsciente: Snowy Night com "Snowy Night" como single principal. O single é o primeiro lançamento do grupo com a membro Sheon.
Em 11 de fevereiro de 2022, foi anunciado que Billlie lançaria seu segundo EP The Collective Soul And Unconscious: Chapter One, apresentando o single principal "GingaMingaYo (The Strange World)" em 23 de fevereiro. Em 1º de março, o grupo lançou seu primeiro álbum de trilha sonora The Collective Soul and Unconscious: Chapter One Original Soundtrack from "What Is Your B?".
Em 8 de agosto de 2022, foi anunciado que o grupo lançaria uma sequência direta de seu primeiro EP. Em 16 de agosto, foi anunciado que seu terceiro EP The Billage of Perception: Chapter Two, apresentando o single principal "Ring Ma Bell (What a Wonderful World)", seria lançado em 31 de agosto.
Em 16 de agosto, foi anunciado que seu terceiro EP The Billage of Perception: Chapter Two, apresentando o single principal "Ring Ma Bell (What a Wonderful World)", seria lançado em 31 de agosto.
No dia 7 de fevereiro de 2023, a Mystic Story revelou que o grupo faria seu retorno em março. No dia 6 de março foi revelado o nome do álbum, chamado The Billage of Perpection: Chapter Three e o dia do lançamento, 28 de março. 
No dia 24 de março, a Mystic Story anunciou o debut japonês do grupo, com o single álbum GingaMingaYo Japanese ver. no dia 17 de maio
No dia 4 de abril, com o seu lançamento EUNOIA, o grupo conseguiu a sua primeira vitória no programa musical The Show
No dia 20 de abril, com a morte de MoonBin, irmão mais velho de MoonSua, a Mystic Story anunciou o hiatus do Billlie por uma semana, porém, MoonSua continuará em hiatus por tempo indeterminado, portanto, ela não participará das próprias atividades do grupo. 
Em 12 de junho de 2023, a integrante MoonSua revelou que voltaria de seu Hiatus, assim, voltando ao cargo de MC do programa televisivo Show Champion e voltando às atividades normais do grupo, após seu hiatus iniciar quando seu irmão mais velho, ex-integrante do grupo masculino ASTRO, chamado de Moonbin, falecer de morte súbita em 19 de abril de 2023. 
Em 15 de junho, a Mystic Story, empresa do grupo, revelou no fan cafe do grupo que a integrante Kim Suhyeon, vocalista do grupo, estaria entrando em hiatus por motivos de saúde, após MoonSua voltar do seu hiatus. 
No dia 12 de setembro, o girlgroup emitiu um comunicado no fan cafe do BILLLIE que a integrante MoonSua se afastaria das atividades do grupo por tempo indeterminado para cuidadar de sua propria saúde. O grupo continuará com 5 membros, pois Suhyeon ainda esta afastada.
Em 19 de setembro, a Mystic Story, agencia do grupo, revelou que o grupo BILLLIE faria um retorno de outono em outubro. Este retorno contará com 5 integrantes: Haram, Tsuki, Sheon, Siyoon e Haruna. Suhyeon e MoonSua estariam afastadas ambas por motivos de saúde. O retorno ocorrerá apos 7 meses do lançamento do seu mini álbum, The Billage of Perception: Chapter Three, lancado em março.

## Integrantes
| Moon Sua (문수아) | Moon Su Ah (문수아)                        | 9 de setembro de 1999 (25 anos)   | Coreia do Sul | Rapper Principal, Vocalista Líder e Centro.             | Roxo     |
| Suhyeon (수현)    | Kim Suhyeon (김수현)                       | 15 de janeiro de 2000 (25 anos)   | Coreia do Sul | Vocalista Principal e Dançarina Líder.                  | Verde    |
| Haram (하람)      | Kim Haram (김하람)                         | 13 de janeiro de 2001 (24 anos)   | Coreia do Sul | Vocalista Principal e Dançarina Líder.                  | Rosa     |
| Tsuki (츠키)      | Fukutomi Tsuki (후쿠토미 츠키 / 福富月)    | 21 de setembro de 2002 (22 anos)  | Japão         | Dançarina Principal e Vocalista Guia.                   | Vermelho |
| Sheon (션)        | Kim Suyeon (김수연)                        | 28 de janeiro de 2003 (22 anos)   | Coreia do Sul | Dançarina Principal, Rapper Líder e Vocalista de Apoio. | Laranja  |
| Siyoon (시윤)     | Kim Siyoon (김시윤)                        | 16 de fevereiro de 2005 (20 anos) | Coreia do Sul | Rapper Principal, Dançarina Líder e Vocalista de Apoio. | Amarelo  |
| Haruna (진솔)     | Osato Haruna (오오사토 하루나 / 大里 春菜) | 30 de janeiro de 2006 (19 anos)   | Japão         | Vocalista Guia, Dançarina Guia e Maknae.                | Azul     |